# Curtitoma niigataensis
Curtitoma niigataensis é uma espécie de gastrópode do gênero Curtitoma, pertencente à família Mangeliidae.